# Аккурай
Аккура́й (каз. Аққурай) — село у складі Казталовського району Західноказахстанської області Казахстану. Входить до складу Болашацького сільського округу.
У радянські часи село називалося Шильний або Шильна Балка.
Населення — 70 осіб (2021; 229 у 2009, 306 у 1999, 319 у 1989).